# (620) Drakonia
(620) Drakonia ist ein Asteroid des inneren Hauptgürtels, der am 26. Oktober 1906 vom US-amerikanischen Astronomen Joel Hastings Metcalf am Taunton-Observatorium in Massachusetts bei einer Helligkeit von 13 mag entdeckt wurde. Nach der Entdeckung in Taunton konnte er erst über 20 Jahre später am Krim-Observatorium in Simejis erneut aufgefunden werden.
Der Asteroid wurde wahrscheinlich zu Ehren der Drake University in Des Moines, Iowa benannt. Die Benennung erfolgte auf Vorschlag von D. W. Morehouse und E. B. Stouffer, die die Umlaufbahn berechneten, beide von der Drake University.

## Wissenschaftliche Auswertung
Eine Auswertung von Beobachtungen durch das Projekt NEOWISE im nahen Infrarot führte 2011 zu vorläufigen Werten für den Durchmesser und die Albedo im sichtbaren Bereich von 11,4 km bzw. 0,43. Nachdem die Werte 2012 auf 11,3 km bzw. 0,57 geändert worden waren, wurden sie 2014 erneut auf 11,4 km bzw. 0,42 korrigiert.
Als Asteroid der seltenen Tholen-Spektralklasse E besitzt (620) Drakonia durch eine mineralische Oberfläche eine hohe Albedo. Beobachtungen am 16. November 2004 am Telescopio Nazionale Galileo (TNG) auf La Palma und am 20. Januar 2007 am New Technology Telescope (NTT) in Chile bestätigten den E-Typ.
Am Astronomischen Institut der Nationalen W.-N.-Karasin-Universität Charkiw und am Krim-Observatorium in Simejis wurde (620) Drakonia vom 22. September bis 6. November 1997 erstmals photometrisch und polarimetrisch untersucht. Aus der Lichtkurve konnte eine Rotationsperiode von 5,487 h abgeleitet werden, die gemessene Polarisation lag nahe bei Null. Beobachtungen am 5. und 6. Juni 2000 am Observatório do Pico dos Dias (OPD) in Brasilien ermöglichten nur eine etwas unsichere Bestimmung der Rotationsperiode von 5,53 h. An der Xuyi Station der Sternwarte am purpurnen Berg in China konnten am 24. Februar und 8. März 2001 zwar zu wenige Daten erhalten werden, aber Abschätzungen führten auf einen Wert von 5,480 h.
Vom 4. bis 6. November 2001 wurde der Asteroid am Palmer Divide Observatory (PDO) in Colorado photometrisch beobachtet und eine Rotationsperiode von 5,49 h bestimmt. Erneute Beobachtungen vom 9. Februar bis 24. März 2014 am Etscorn Campus Observatory (ECO) in New Mexico ergaben einen Wert von 5,487 h.
Aus archivierten Daten der Lowell Photometric Database bestimmte eine Untersuchung im Jahr 2016 für ein ellipsoidisches Gestaltmodell zwei mögliche Orientierungen der Rotationsachse mit prograder Rotation und eine Periode von 5,4871 h. Mit dem Weltraumteleskop Transiting Exoplanet Survey Satellite (TESS) konnten während dessen Durchmusterung des Südhimmels 2018 bis 2019 auch Objekte des Sonnensystems beobachtet werden. Dabei wurden auch die Lichtkurven von fast 10.000 Asteroiden aufgezeichnet. Für (620) Drakonia wurde aus Messungen etwa vom 26. April bis 20. Mai 2019 eine Rotationsperiode von 5,4867 h bestimmt.
Unter Verwendung der Beobachtungsdaten von 2001 und 2014 und eigenen Messungen vom 8. und 10. November 2020 an der Xinglong Station der Nationalen Astronomischen Observatorien der Chinesischen Akademie der Wissenschaften wurden in einer Untersuchung von 2022 zwei mögliche Orientierungen der Rotationsachse mit prograder Rotation und eine Periode von 5,487 h berechnet. Aufgrund deutlicher Abweichung zu der früheren Bestimmung von 2016 wurden aber weitere Beobachtungen als notwendig erachtet.
Zwischen 2012 und 2018 wurden mit der All-Sky Automated Survey for Supernovae (ASAS-SN) auch photometrische Daten von 20.000 Asteroiden aufgezeichnet. Auf mehr als 5000 davon konnte erfolgreich die Methode der konvexen Inversion angewendet werden, darunter auch (620) Drakonia, für die in einer Untersuchung von 2021 ein verbessertes dreidimensionales Gestaltmodell für zwei alternative Rotationsachsen mit prograder Rotation und einer Periode von 5,48713 h berechnet wurde. Aus archivierten Daten des Asteroid Terrestrial-impact Last Alert System (ATLAS) aus dem Zeitraum 2015 bis 2018 konnte in einer Untersuchung von 2022 mit der Methode der konvexen Inversion eine Rotationsperiode von 5,48713 h bestimmt werden.